# Türkü Su Demirel
Türkü Su Demirel (* 3. August 1998 in Izmir) ist eine türkische Schauspielerin.

## Leben und Karriere
Demirel wurde am 3. August 1998 in Izmir geboren. Sie studierte an der İstanbul Kültür Üniversitesi in der Abteilung für Architektur. Ihr Debüt gab sie 2018 in der Fernsehserie Muhteşem İkili. Anschließend spielte 2021 sie in Maraşlı mit. Außerdem war sie 2022 in Son Nefesime Kadar zu sehen. Unter anderem bekam Demirel 2023 in der Serie Kader Oyunları eine Hauptrolle. 2024 trat sie in Ömer auf. Im selben Jahr setzte sie ihre Karriere in Yalı Çapkını fort.

## Filmografie
Serien
- 2018–2019: Muhteşem İkili
- 2021: Maraşlı
- 2022: Son Nefesime Kadar
- 2023: Kader Oyunları
- 2024: Ömer
- 2024: Yalı Çapkını